# Risk of Rain 2
Risk of Rain 2 es un videojuego de mazmorras perteneciente al género de disparos en tercera persona desarrollado por Hopoo Games y publicados por Gearbox Software. Siendo la secuela  de Risk of Rain (2013),  salió primero en acceso anticipado para Microsoft Windows, Nintendo Switch, PlayStation 4 y Xbox One en 2019, antes de la salida oficial el 11 de agosto de 2020, siendo publicado para Stadia un mes más tarde.
El jugador controla un "superviviente" que llega a un planeta alienígena en una cápsula de desembarco. Para sobrevivir,  deberá explorar diversos entornos, matando monstruos y abriendo cofres dispersos por el mapa para recoger objetos que aumenten sus capacidades ofensivas y defensivas. Pero la dificultad del juego va aumentando con el tiempo, y cada vez aparecerán más criaturas y más peligrosas. El juego permite hasta cuatro jugadores simultáneos en el modo multijugador. El juego recibió reseñas muy positivas desde su lanzamiento.

## Jugabilidad
Risk of Rain 2 sigue una fórmula similar a la del primer título, en el cual hasta cuatro jugadores tienen que ir pasando niveles mientras matan enemigos. En cada nivel, el objetivo es localizar un teletransportador que aparece en un lugar aleatorio del nivel. Una vez activado, los jugadores tienen que defenderse de una oleada de alienígenas liderados de poderosos jefes de zona, hasta  que el teletransportador se cargue completamente y puedan pasar al próximo nivel. Matando los alienígenas se obtiene experiencia y oro, el cual se usa para abrir cofres dispersos aleatoriamente por el nivel y que contienen objetos que harán más poderoso a nuestros supervivientes. Estos objetos ofrecen una gran gama de mejoras a los jugadores que los llevan, además de permitirles generar sinergias entre estos, o acumular varias copias de cada uno para aumentar el poder de sus efectos. Aun así, la fuerza, dificultad, y el número de alienígenas aumentan gradualmente con el tiempo, haciendo el juego más difícil cuanto más tiempo esté el jugador en el nivel. El objetivo principal es asesinar al jefe final, a quien deberemos buscar en la Luna tras recolectar los objetos suficientes y derrotar a sus esbirros lunares. En el metajuego, los jugadores pueden desbloquear nuevos personajes jugables, objetos y artefactos (que modifican las normas del juego) al completar logros del juego o al encontrar "easter eggs". Una vez desbloqueados los personajes y artefactos, estarán disponibles en la pantalla de selección al comenzar la partida, y los objetos desbloqueados podrán aparecer aleatoriamente en los cofres.
Para ello, el juego cuenta con 11 personajes jugables: Comando, Cazadora, MUL-Ti, Capitán, Granuja (también llamado "Bandido"), Cargadora, Artífice, Acrid, Rex, Mercenario e Ingeniero (Además de un superviviente secreto) cada uno con características y habilidades únicas, además de un amplio arsenal de objetos, divididos en los colores blanco, verde, rojo y amarillo (según su rareza) aparte de los objetos azules, que ofrecen mucho poder a cambio de una gran desventaja, y los objetos de equipamiento, que cuentan con diversos efectos activables.

## Desarrollo
Cuando  empezaron con el desarrollo de la secuela, Hopoo empezó con un prototipo en 2D donde el jugador controlaba uno de los monstruos del juego original. La transición a 3D fue parcialmente inspirada por obras de la comunidad (fanarts) del primer videojuego donde aparecían los supervivientes con todos los objetos equipados a la vez  (en Risk of Rain, cuando se recogía un objeto, el personaje no se veía con ese objeto equipado, cosa que en la secuela sí sucede). Hopoo Quiso utilizar esta idea para la secuela, pero el 2D no les dio el suficiente espacio visual para trabajar en ello. Por lo tanto, saltaron del prototipo de 2D a 2.5D, representando el personaje en 3D pero jugando en un plano bidimensional. Aun así el resultado no fue del todo satisfactorio, y se sentía mejor simplemente mover el juego plenamente a 3D, una transición relativamente sencilla de completar. Hopoo Games notó que la opción 3D proporcionó "mucho espacio para diseños más profundos y más posibilidades para una buena experiencia en la jugabilidad" así como más maneras para expresarse artísticamente. La secuela se anunció por primera vez en mayo de 2017, para entonces el equipo llevaba trabajando 6 meses en el proyecto. La secuela utiliza el motor de Unity, el cual Hopoo tuvo que aprender a utilizar, por lo que al equipo le llevó bastante tiempo diseñar los niveles. Al  rediseñar algunos de los monstruos de la precuela, Hopoo notó que necesitaban darles nuevos ataques para hacerlos más desafiantes en un espacio tridimensional. Los objetos también tuvieron que ser rediseñados para cuadrar con el cambio de dimensión.
Hopoo lanzó el juego en acceso anticipado en Windows el 27 de marzo de 2019, cuando estimaron que la versión completa les llevaría otro año más.  Durante el periodo de acceso temprano, Hopoo firmó con Gearbox Publishing para sacar la versión de Nintendo Switch, PlayStation 4, y Xbox One. Un acceso anticipado fue lanzado para esas plataformas el 30 de agosto de 2019. Su versión final fue inicialmente planeada para Q2 2020, pero fue retrasado para lanzarla directamente con la actualización 1.0. Un año más tarde, una actualización gratis fue lanzada bajo el nombre de  "Anniversary Update" el 25 de marzo de 2021, añadiendo a un nuevo superviviente: El Granuja.
El 1 de marzo de 2022, el juego recibió su primera expansión de pago con el nombre de "Survivors of the Void", que añade al juego original dos nuevos supervivientes (Artillera y Demonio del Vacío), así como los nuevos objetos del vacío (formas corruptas de objetos ya existentes) y un jefe final alternativo. Esta misma expansión no estuvo disponible en consolas hasta el 8 de noviembre de 2023, día en el que la franquicia de Risk of Rain cumplió su décimo aniversario.
El 20 de mayo de 2024 salió simultáneamente para ordenadores y consolas una actualización gratuita bajo el nombre de "The Devotion Update". Esta actualización añadió un nuevo mapa, así como dos nuevos artefactos (modificadores de las reglas del juego) y un traje para el personaje Mercenario que hace referencia al "Prisionero", protagonista del videojuego "Dead Cells". Esto último con el objetivo de estrechar la relación entre ambas franquicias. Cabe destacar que esta fue la primera actualización que salió simultáneamente para todas las plataformas, pues hasta entonces el contenido nuevo llegaba antes a los jugadores de ordenador que a los de consolas.
Finalmente, la segunda expansión de pago fue publicada para todas las plataformas bajo el nombre de "Seekers of the Storm" el 27 de agosto de 2024. Esta expansión añade al juego tres nuevos supervivientes: La Buscadora, CHEF, y un superviviente secreto; así como 18 nuevos objetos, dos nuevos enemigos, un nuevo artefacto, nuevos trajes para todos los personajes y una "ruta alternativa" con su propio jefe final: El Falso Hijo. Esta expansión tuvo al inicio una mala recepción, con reseñas "muy negativas" en Steam. El juego recibió tres actualizaciones gratuitas entre 2024 y 2025, añadiendo más contenido a la expansión y arreglando errores, y "Seekers of the Storm" recibió un relanzamiento el 5 de mayo de 2025.
Se prevé que una tercera expansión de pago sea lanzada en 2025 bajo el nombre de "Alloyed Collective"

## Recepción
En su lanzamiento de acceso anticipado, Hopoo Games ofreció Risk of Rain 2 bajo la oferta "paga uno y llévate uno gratis" durante los primeros días. Una semana después del estreno, Hopoo anunció que alrededor de 650,000 jugadores habían jugado el juego, y que aproximadamente 150,000 de aquellos habían aprovechado la promoción especial. Tras un mes de la salida del acceso anticipado, ya se habían vendido más de un millón de copias. Por marzo de 2021, el juego había vendido ya cuatro millones de unidades solo en PC, a las que hay que añadir las copias vendidas en consola.
Por su parte, la expansión "Survivors of the void" cuenta con reseñas muy positivas desde su lanzamiento. Por otro lado, "Seekers of the Storm" contó con una muy mala recepción al inicio, pero las reseñas han mejorado notablemente tras el relanzamiento de la expansión.